# Les Orphelins de Saint-Vaast
Pour plus de détails, voir Fiche technique et Distribution.
Les Orphelins de Saint-Vaast est un film français réalisé par Jean Gourguet, sorti en 1949.

## Fiche technique
- Titre : Les Orphelins de Saint-Vaast
- Réalisation : Jean Gourguet
- Scénario : Jean Gourguet et Michelle Gourguet / Dialogues : Jean Gourguet
- Photographie : Scarciafico Hugo
- Montage : Jean Gourguet
- Musique : André Messier
- Société de production : Services Français de Production - Les Films Lutétia
- Tournage : du 22 mars au 22 mai 1948
- Pays d'origine :  France
- Format :  Noir et blanc - 1,37:1 - 35 mm - Son mono
- Genre : Drame
- Durée : 87 minutes
- Visa de censure N°7856 (Pour tous)
- Date de sortie : 
  - France : 17 août 1949

## Distribution
- Georges Chamarat
- Suzanne Grey
- Albert Parrain
- Claude Dupuis : le jeune homme blond
- Zizi Saint-Clair : la petite Zizi
- Lucie Mohain
- René Renant

## Tournage
- du 22 mars au 22 mai 1948